# Platybelone argalus
Platybelone argalus е вид лъчеперка от семейство Belonidae. Видът не е застрашен от изчезване.

## Разпространение и местообитание
Разпространен е в Бахамски острови, Бразилия, Венецуела, Гватемала, Гвиана, Гвинея, Египет, Еквадор, Етиопия, Западна Сахара, Йемен, Индия, Индонезия, Кения, Колумбия, Куба, Мавритания, Малайзия, Мароко, Мексико, Мианмар, Никарагуа, Оман, Пакистан, Панама, Сенегал, Сиера Леоне, Сомалия, Судан, Суринам, Тайланд, Френска Гвиана и Хондурас.
Обитава океани, морета, заливи и рифове в райони с тропически климат.

## Описание
Популацията на вида е стабилна.